# 石川パーキングエリア

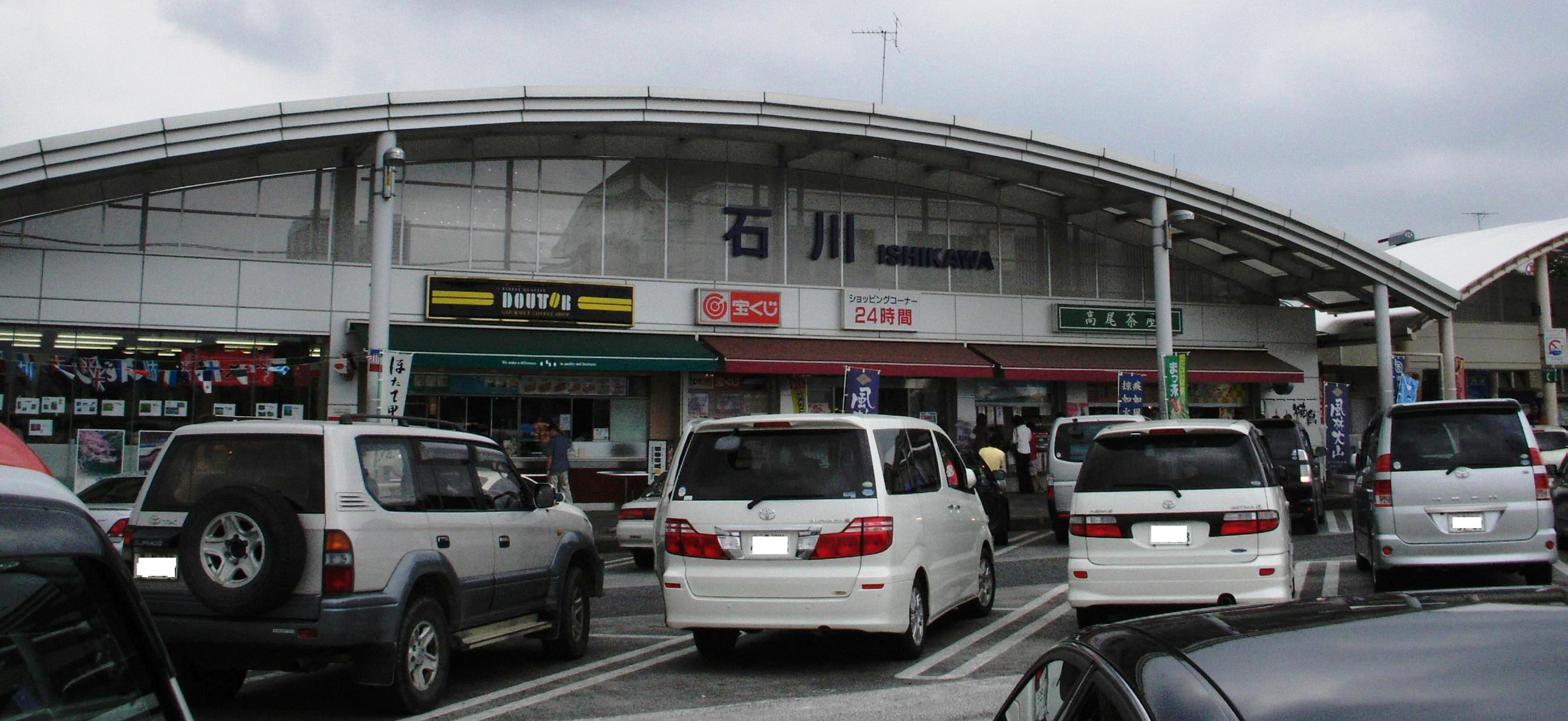
下り線の施設

石川パーキングエリア（いしかわパーキングエリア）は、東京都八王子市にある中央自動車道のパーキングエリアである。

## 概要
東京都内の高速自動車国道では唯一の休憩施設である。
大型車もある程度の台数が駐車でき、トイレ個室数も一定以上あるため中小人数の団体にも対応可能である。

## 道路
- E20 中央自動車道

## 施設

### 上り線（東京方面）
中央自動車道で最後の休憩所である。2010年（平成22年）6月30日まで中央自動車道のパーキングエリアでは唯一、レストラン、インフォメーション、FAXサービス（ファミリーマートが引き継ぎ）が設置されていた。
- 駐車場
  - 大型 - 53台
  - 小型 - 107台
  - 兼用 - 20台
- トイレ
  - 男性 - 大8（和式1・洋式7）・小18
  - 女性 - 30（和式9・洋式21）
    - 同伴の男児用 - 2

  - 車椅子用 - 1
- スナック（24時間）
- ファミリーマート（24時間） 2010年7月31日オープン
  - イーネットATM（みずほ銀行管理）
- エクセルシオールカフェ（7:00 - 21:00）
- ショッピング（24時間）
- 自動販売機
- 郵便ポスト（八王子郵便局）
- 給電スタンド（24時間）

### 下り線（長野・名古屋・河口湖方面）
中央自動車道の起点から最初の休憩所である。また、首都高速4号新宿線三宅坂JCTから見ても最初の休憩所である。
- 駐車場
  - 大型 - 33台
  - 小型 - 112台
  - 兼用 - 21台
- トイレ
  - 男性 - 大8（和式1・洋式7）・小14
  - 女性 - 46（和式6・洋式40）
    - 同伴の男児用 - 1

  - 車椅子用 - 1
- スナック（6:00 - 22:00）
- ショッピング（24時間）
- ドトールコーヒー（7:00 - 19:00）
- 自動販売機
- 宝くじコーナー（9:00 - 18:00）
- 給電スタンド（24時間）

## 沿革
1967年（昭和42年）の調布IC-八王子ICの開通に伴い、供用を開始した。その後の利用者数の増大を受けて、1984年（昭和59年）に施設の改築と駐車スペースの拡大が行われた。中央自動車道の日本道路公団管理期の末期には施設を再改築し、供食施設の充実や上り線PA女性用トイレの増設が図られている。
- 1967年（昭和42年）12月15日 - 供用開始。
- 1984年（昭和59年）2月1日 - 施設改築。上り線PAにレストラン・無料休憩所・道路案内所を開設。当時は談合坂サービスエリア上り線にこれらの施設がなく、それを補完する役割もあった。
- 2006年 (平成18年) 3月 - 日本道路公団解散によりハイウェイ交流センターから、中日本高速道路に継承。

## 隣
E20 中央自動車道
(4)国立府中IC - 石川PA - (5,5-1,5-2)八王子IC/TB